# Saint-Rustice
Saint-Rustice är en kommun i departementet Haute-Garonne i regionen Occitanien i södra Frankrike. Kommunen ligger i kantonen Fronton som tillhör arrondissementet Toulouse. År 2022 hade Saint-Rustice 429 invånare.

## Befolkningsutveckling
Antalet invånare i kommunen Saint-Rustice
Referens:INSEE

## Monument

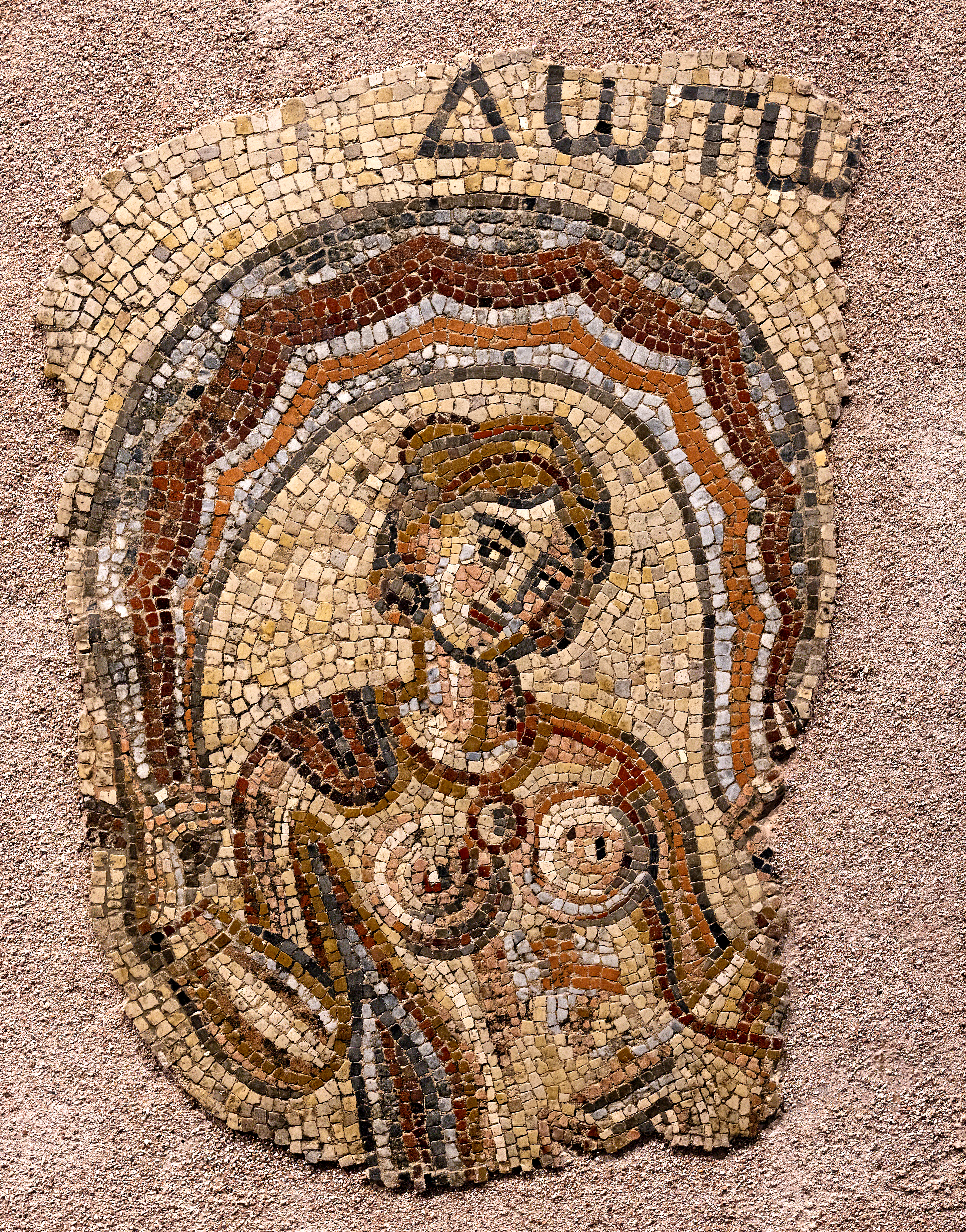
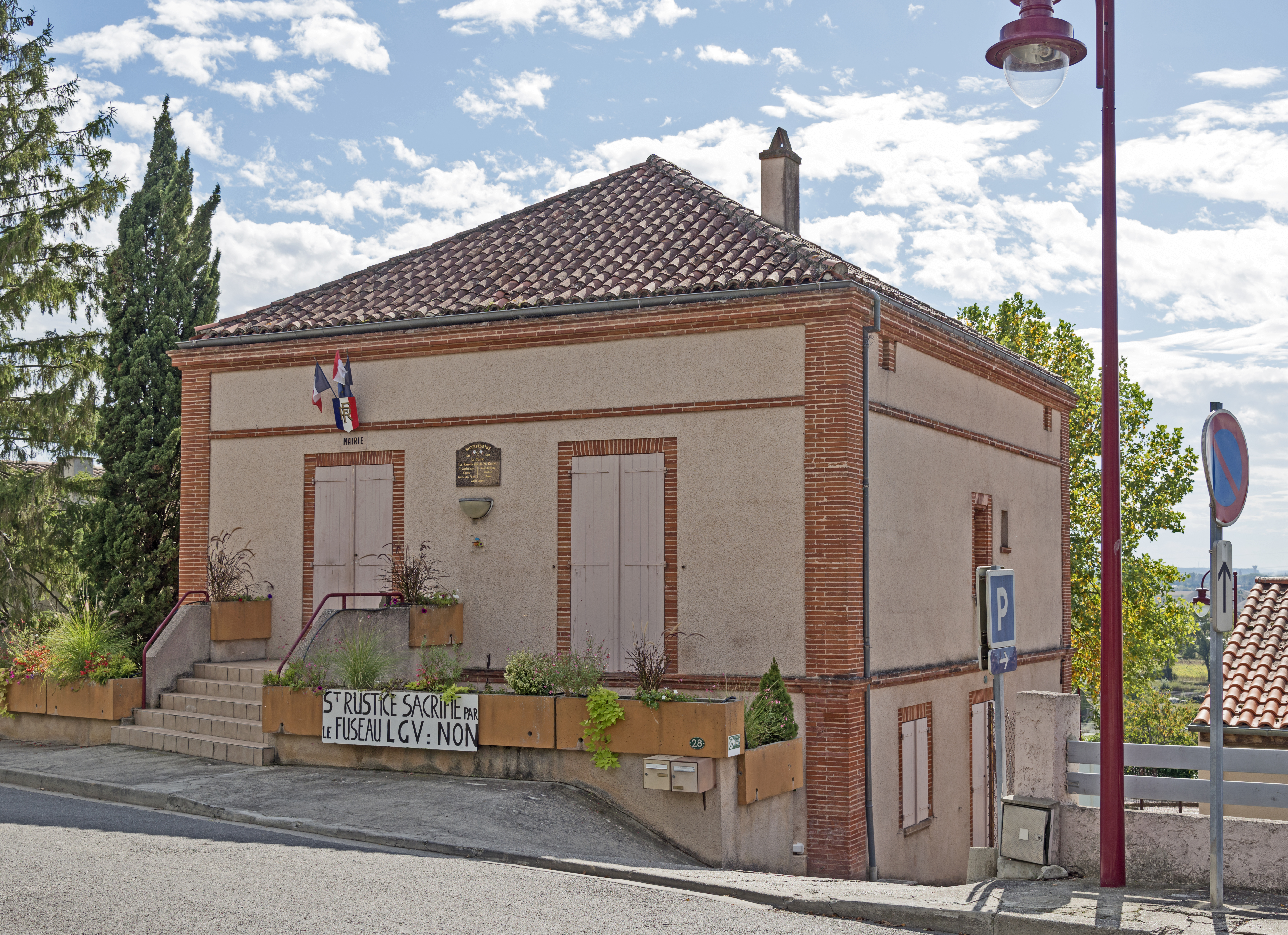
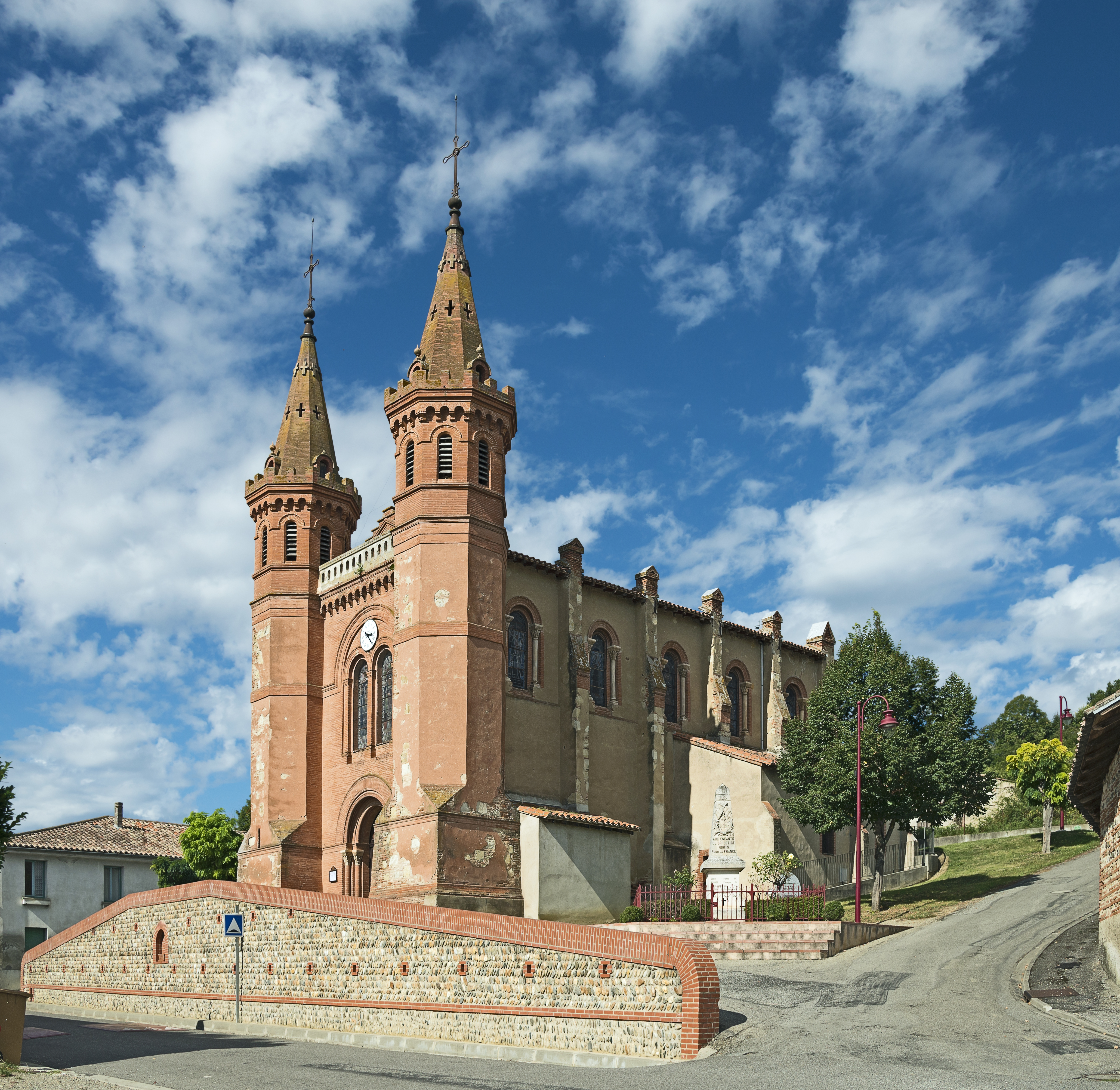